# Wiesmoor-Gärtnerei
Die Wiesmoor-Gärtnerei und Baumschule GmbH ist ein Gartenbauunternehmen mit Sitz im ostfriesischen Wiesmoor in Niedersachsen. Hauptgeschäftsfelder sind die Produktion von Topf- und Baumschulpflanzen für den Großhandel sowie der Betrieb von acht Wiesmoor Blumencentern, in denen Blumen und Pflanzen verkauft werden. Die Filialen befinden sich in Wiesmoor, Aurich, Bassum, Edewecht, Emden, Norden, Sulingen und Wardenburg. Daneben betreibt das Unternehmen weitere Geschäftsfelder. Lange Jahre war die Firma die größte Topfpflanzen-Gärtnerei Deutschlands. Die größere Emsflower lief ihr diesen Rang ab.

## Geschäftsfelder
Die Firma betreibt folgende Geschäftsfelder:
- Produktion von Topf- und Baumschulpflanzen für den Großhandel
- Betrieb von acht Wiesmoor Blumencentern, in denen Blumen und Pflanzen verkauft werden.
- Betrieb des Hotel-Restaurant Blauer Fasan[4]
- Betrieb eines Golfresorts mit Ferienhäusern[4]
- Entwicklung von Projekten im Grundstücks-/Immobiliensektor für Wohnen und Gewerbe mit der Stadt Wiesmoor
- Energiegewinnung mit Photovoltaik

## Geschichte

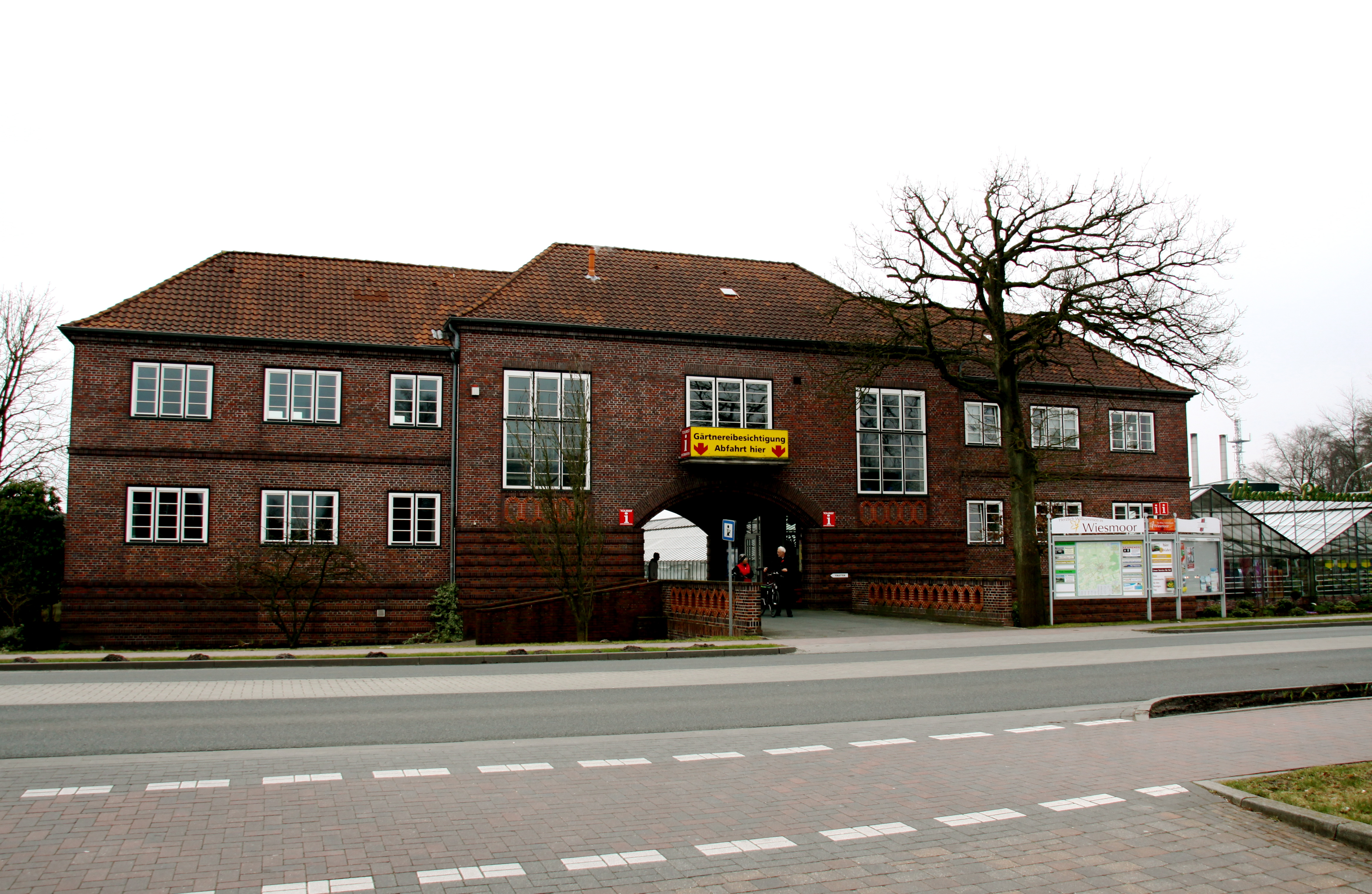
Historisches Verwaltungsgebäude der Wiesmoor-Gärtnerei (heute Tourist-Information)

Die Wiesmoor-Gärtnerei wurde 1925 als Unternehmensteil der ehemaligen Nordwestdeutsche Kraftwerke AG (NWK) gegründet, damals mit einer Fläche unter Glas von 50.000 m². Die Gewächshäuser wurden von der Abwärme eines mit Torf aus einem nahen Abbaugebiet betriebenen Kraftwerkes der NWK beheizt, dem Torfkraftwerk Wiesmoor. Bis 1965 wurde hauptsächlich Gemüse angebaut. 1964 waren die Gewächshäuser aber veraltet und nicht mehr rentabel, deshalb wurde neben dem Abriss des Kraftwerkes auch die Gärtnerei aufgegeben.
Die NWK gründeten am 31. Mai 1965 die Wiesmoor-Gärtnerei GmbH und bauten neben einem neuen Gasturbinenkraftwerk auch eine komplett neue Gewächshausanlage mit rund 39.000 m² Fläche unter Glas. Diese wurde dann an die neugegründete Wiesmoor-Gärtnerei GmbH verpachtet. Seinerzeit war das die größte und modernste zusammenhängende Gewächshausanlage Europas. Statt Gemüse wurden nun Zierpflanzen kultiviert. Die Fertigstellung der gesamten Anlage dauerte bis 1967.
Im Jahre 1972 erfolgte die Fusion mit der Wiesmoor Baumschule GmbH, ein Jahr später wurde der 200 ha große Landwirtschaftsbetrieb der NWK in das Unternehmen eingegliedert (heute zum Teil als Golfplatz des Golfclub Ostfriesland e. V. genutzt, zum Teil Dauergrünbrache, Rapsanbau für Biodiesel, bzw. Baumschule). In den Folgejahren wurden mehrfach bauliche Erweiterungen vorgenommen. 1974 wurde das 1. Wiesmoor Blumencenter in Wiesmoor eröffnet. Bis 1981 wurde die Gesamtfläche des Blumencenters schrittweise auf 3000 m² vergrößert. 1982 kam ein bestehendes Hotelrestaurant (Blauer Fasan) der NWK hinzu. 1985 fusionierte die Alleingesellschafterin NWK zur PreussenElektra AG. Seit 1995 besteht eine Kooperation bei der Vermarktung der Topfpflanzen mit der Nordwest-Blumen Gartenbaugenossenschaft eG. Im Jahr 2000 fusionierten PreussenElektra AG und Bayernwerk AG zur E.ON Energie AG. Im Folgejahr erwarben fünf leitende Mitarbeiter unter Führung des langjährigen Geschäftsführers sämtliche Geschäftsanteile im Rahmen eines Management-Buy-out.

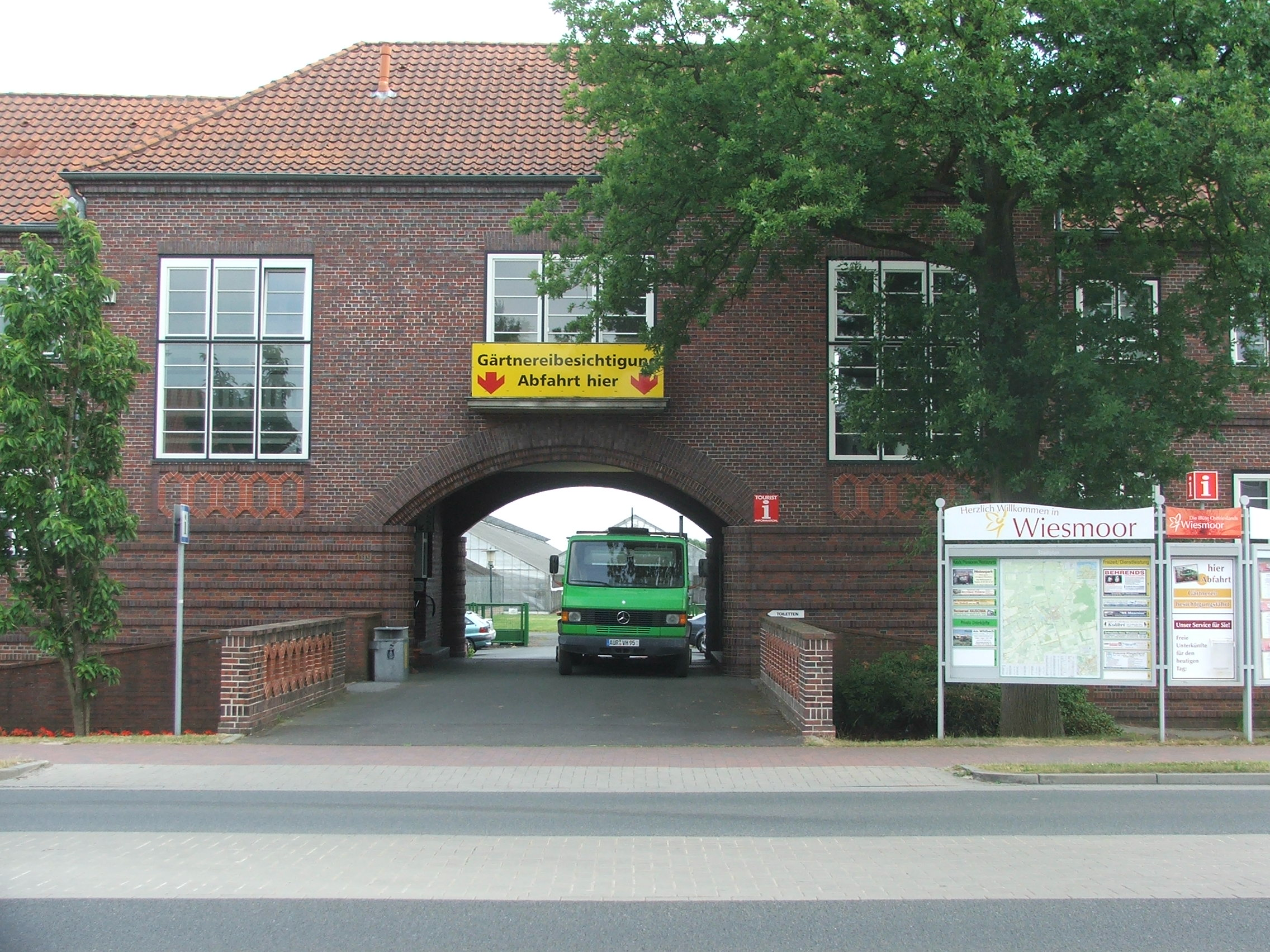
Abfahrt Gärtnereibesichtiung

In Zusammenarbeit mit der Touristik-Information der Stadt Wiesmoor bot die Gärtnerei von März bis Oktober täglich Führungen mit einem Besucherfahrzeug durch Baumschule und Gewächshausanlage an.
In der Silvesternacht 2014/2015 wurden in Wiesmoor rund 10.000 m² Gewächshausfläche bei einem Großbrand verwüstet. Der geschätzte Schaden betrug rund 500.000 Euro. Als Brandursache kamen vermutlich Feuerwerkskörper in Betracht. Aufgrund des Brands der Gewächshäuser auf dem 200 Hektar großen Areal musste die Wiesmoor-Gärtnerei ihre Zierpflanzenproduktion dort einstellen. Die Gewächshäuser wurden danach teilweise durch Vandalismus weiter zerstört und bis 2023 alle abgerissen. Seit dem Jahr 2016 bestehen nur noch die Baumschulabteilung und die Gartencenter.
2019 nimmt das Unternehmen die erste Photovoltaik-Anlage auf der Versandhalle des Unternehmens in Betrieb. Weitere Anlagen zur regenerative Energiegewinnung folgen.